# کاخ بولدرن

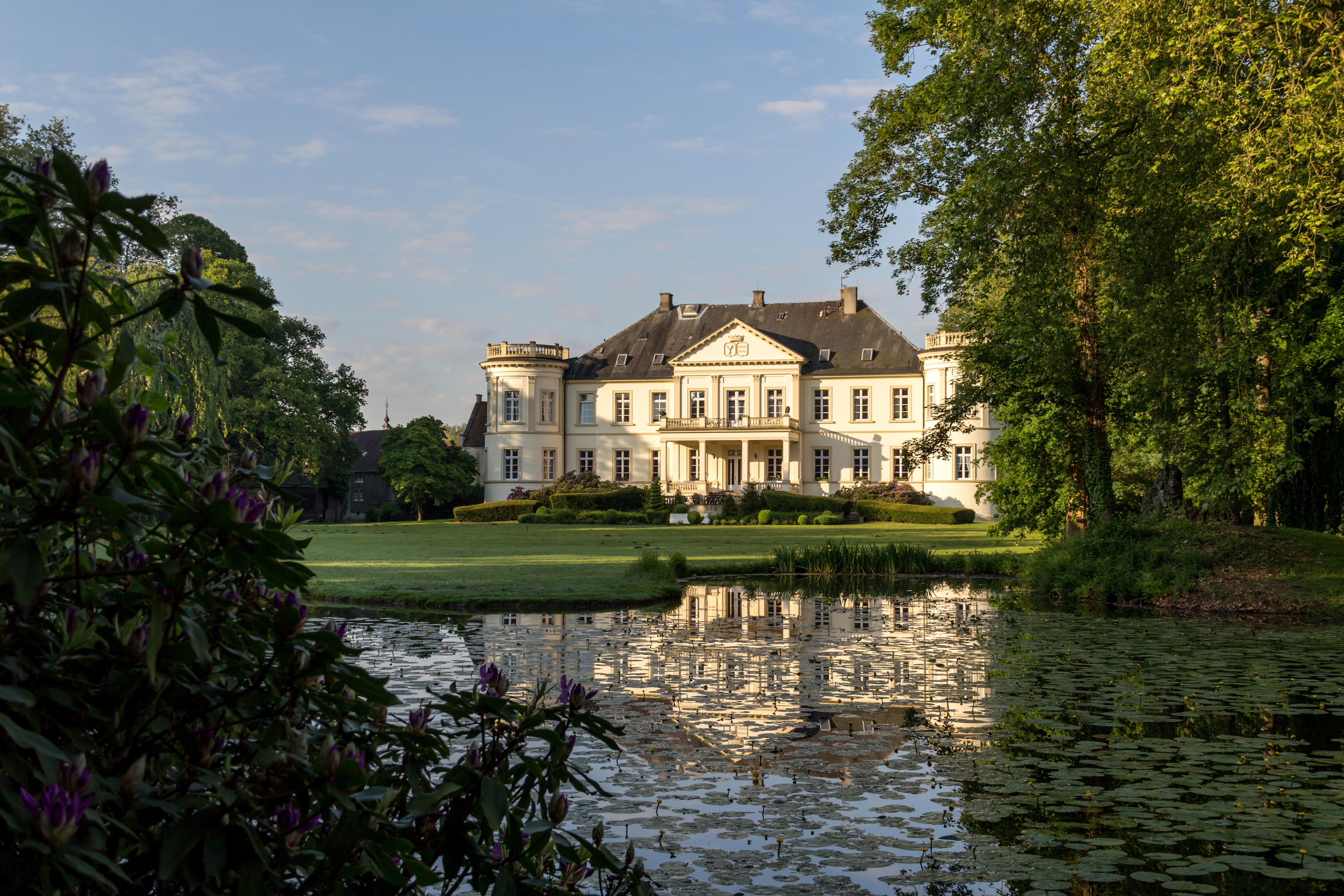
دورنمایی از کاخ بولدِرن.

کاخ بولدِرن (به آلمانی: اشلوس دولمِن) شاتویی در نزدیکی شهر دولمِن در استان نوردراین-وستفالن، آلمان واقع شده‌است.

## نگارخانه

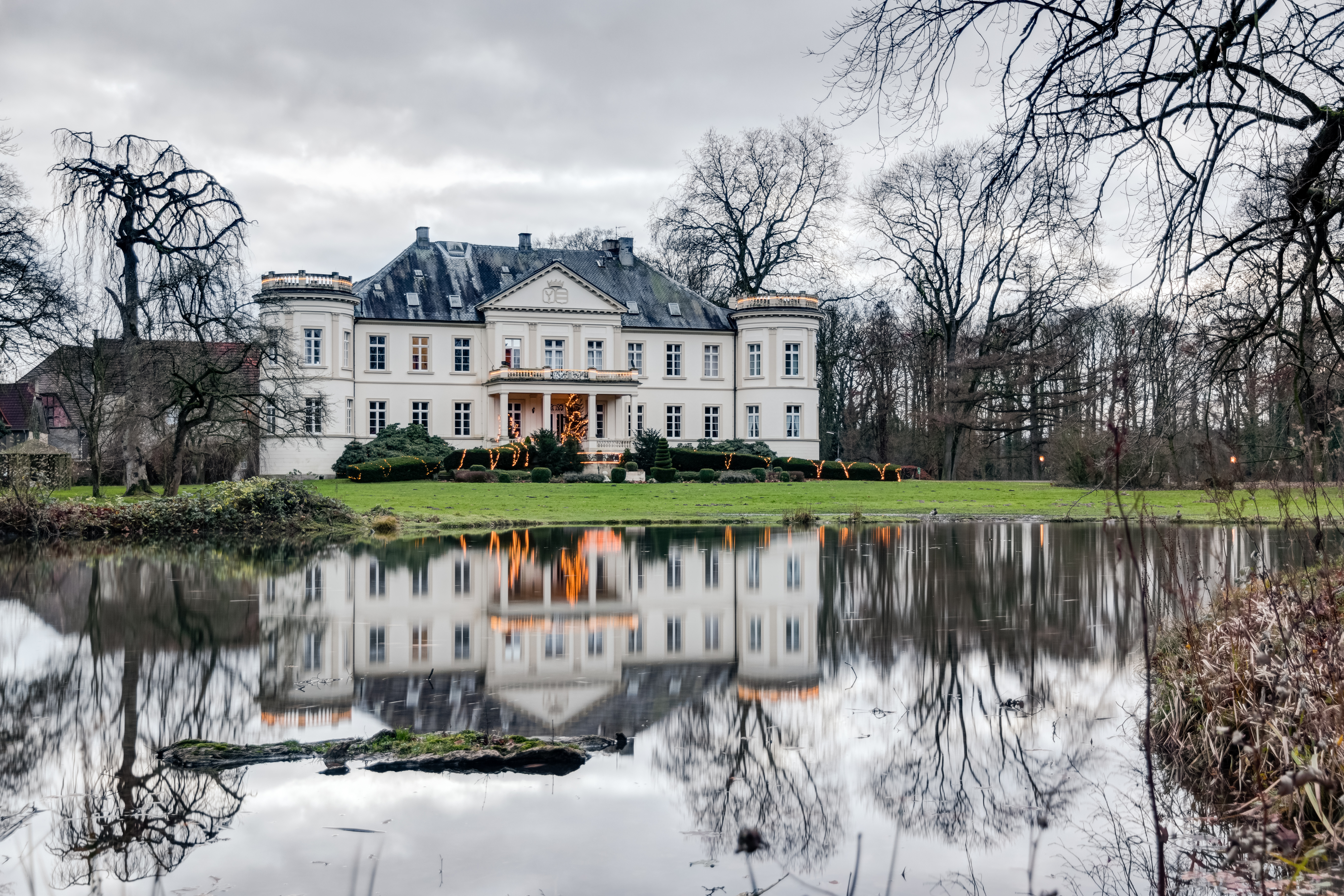
در اوایل فصل زمستان
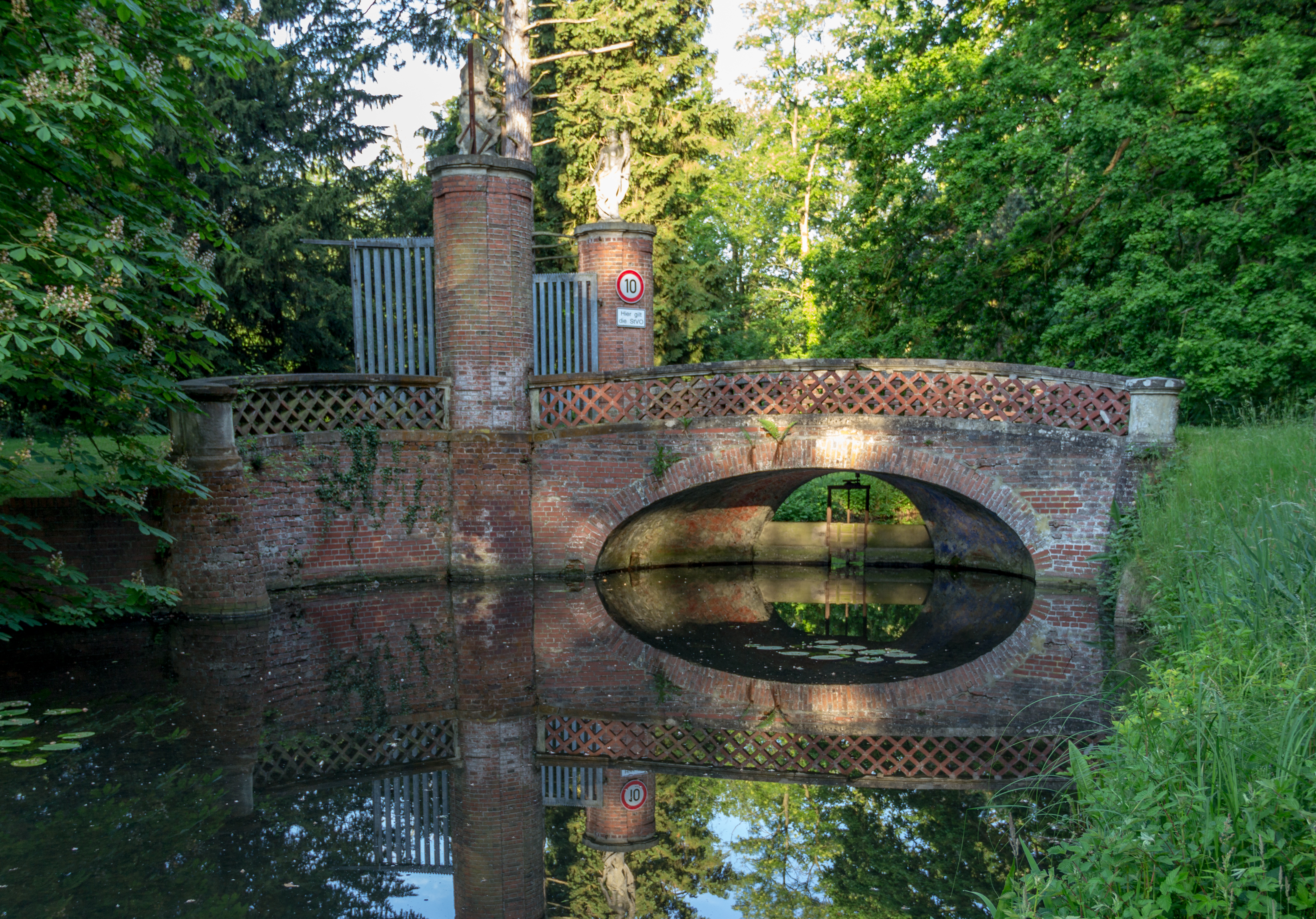
یکی از ورودی‌های کاخ